# Konstytucja Białorusi
Konstytucja Republiki Białorusi (biał. Канстытуцыя Рэспублікі Беларусь, ros. Конституция Республики Беларусь) – podstawowy akt prawny Republiki Białorusi.
W styczniu 1992 roku pięć białoruskich partii politycznych wystąpiło z inicjatywą przeprowadzenia referendum dotyczącego ewentualnego rozwiązania Rady Najwyższej Republiki Białorusi, złożonej z ludzi związanych z pełnieniem władzy w BSRR. Rada zgodziła się jedynie na referendum konstytucyjne. 15 marca 1994 roku Rada Najwyższa RB uchwaliła konstytucję, która weszła w życie 30 marca 1994 roku. Zastąpiła ona konstytucję radziecką (z wieloma poprawkami) z 1977 roku.
Konstytucja Białorusi składa się z preambuły i 9 rozdziałów obejmujących 146 artykułów. Od czasu jej przyjęcia była zmieniana trzykrotnie, w 1996, 2004 i 2022 roku.
15 marca weszła w życie nowelizacja, która zmieniała uprawnienia prezydenta Białorusi, określiła status Ogólnobiałoruskiego Zgromadzenia Ludowego (istniejącego od 1996 r.) oraz wykluczyła „agresję militarną przeciwko innym państwom ze swojego terytorium”.